# 梅斯特
梅斯特（法語：Mestes，法語發音：[mɛst]）是法国科雷兹省的一个市镇，属于于塞勒区。

## 地理
梅斯特（45°29'33"N, 2°18'39"E）面积11.45 平方千米，位于法国新阿基坦大区科雷兹省，该省份为法国中南部省份，北起上维埃纳省和克勒兹省，西接多爾多涅省，南至洛特省，东临多姆山省和康塔爾省。
与梅斯特接壤的市镇（或旧市镇、城区）包括：希拉克贝勒维、圣昂热勒、圣埃克叙佩里-莱罗什、于塞勒、瓦列尔格。

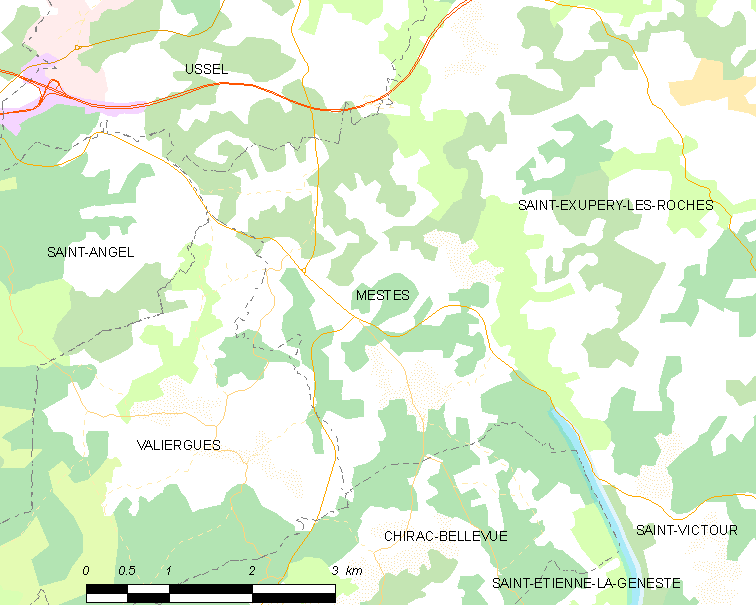
梅斯特的OSM定位图

梅斯特的时区为UTC+01:00、UTC+02:00（夏令时）。

## 行政
梅斯特的邮政编码为19200，INSEE市镇编码为19135。

## 政治
梅斯特所属的省级选区为上多尔多涅县。

## 人口

1962-2008年间梅斯特人口变化图示

梅斯特于2022年1月1日时的人口数量为340人。